# Polski Związek Hodowców Gołębi Pocztowych
Polski Związek Hodowców Gołębi Pocztowych (PZHGP) - stowarzyszenie grupujące hodowców gołębi pocztowych w Polsce. W 1926 powstało Zjednoczenie Polskich Stowarzyszeń Hodowców Gołębi Pocztowych na Rzeczpospolitą Polską. W czasie II wojny światowej hodowla a tym bardziej loty gołębi zostały zakazane (ze względu na możliwość wykorzystania do komunikowania się) pod groźbą kary śmierci. Po wojnie 1 kwietnia 1946 roku reaktywowano Zjednoczenie później przemianowane na Polski Związek Hodowców Gołębi Pocztowych.
W hali Międzynarodowych Targów Katowickich doszło 28 stycznia 2006 do katastrofy budowlanej podczas wystawy gołębi pocztowych. Zginęło tam kilkudziesięciu hodowców gołębi i kilkaset wyróżniających się polskich gołębi.
Związek dzieli się:
Związek → Region → Okręg → Oddział → Sekcja